# 味皇茶餐廳
味皇集團飲食服務有限公司是香港連鎖式茶餐廳集團，於1993年創辦，創辦人及集團董事總經理為鄭家驤、鄭家驊先生，旗下共有17家分店業務，包括經營茶餐廳、到會，2014年6月26日，味皇茶餐廳成為佳寧娜集團的子公司。